# Raymond Stevens (Judoka)
Raymond Stevens (* 26. Juli 1963 in Camberley) ist ein ehemaliger britischer Judoka, der 1992 die olympische Silbermedaille im Halbschwergewicht gewann.

## Sportliche Karriere
Der 1,83 m große Stevens begann im Halbmittelgewicht bis 78 Kilogramm. 1984 wechselte er ins Mittelgewicht bis 86 Kilogramm, ab 1990 kämpfte er im Halbschwergewicht bis 95 Kilogramm.
1986 gewann er bei den Commonwealth Games im Mittelgewicht, 1990 im Halbschwergewicht. Bei den Olympischen Spielen 1992 in Barcelona erreichte er mit drei Ippon-Siegen das Halbfinale. Dort bezwang er den Polen Paweł Nastula durch Schiedsrichterentscheid (yusei-Gachi). Im Finale unterlag er dem Ungarn Antal Kovács durch eine Yuko-Wertung.
Bei den Europameisterschaften 1994 erreichte Stevens mit vier Siegen das Finale, dort unterlag er dem Polen Paweł Nastula. Im Jahr darauf belegte er bei den Europameisterschaften in Birmingham den fünften Platz. Bei den Weltmeisterschaften in Chiba erreichte er den siebten Platz. 1996 schied er bei den Europameisterschaften in der ersten Runde gegen den Niederländer Ben Sonnemans aus. Auf diesen traf Stevens auch im Achtelfinale der Olympischen Spiele 1996 in Atlanta und schied aus.